# Akino
Akino（アキノ）は日本の音楽ユニット。1997年結成。1999年にMONO Recordsを立ち上げ、インディーズで活動している。BEMANIシリーズをはじめとするゲームなどにも音楽提供をしている。
中でもpop'n musicなどが有名であり、「創聖のアクエリオン」のヒットで知られるAKINO from bless4とは全くの別アーティストである。

## メンバー
- akino（水野明乃、みずのあきの）: ボーカル
よく混同されがちであるが、ボーカルのakino個人を指す場合は「akino」と表記が小文字になる。
- mizuno（水野敏宏、みずのとしひろ）: ギター、ピアノ

- sorana（akino, mizunoの長女）
- ena（akino, mizunoの次女）

過去のメンバー
- サカモトトモヒサ: ベース

## BEMANIシリーズとの関わり
akinoとmizunoの大学時代の共通の知人に、BEMANIシリーズの一作である『pop'n music』のサウンドディレクターを務める脇田潤がいるが、BEMANIシリーズで最初に彼らを起用したのは脇田ではなく右寺修だった（この際はボーカルとしてakinoのみ参加）。脇田のゲストアーティスト起用の傾向として、大学時代の音楽サークルでの人脈を活用する場合が多く、実際に彼らも機を見て起用することを目論んでいたようだが、ある意味で先を越されたことについて驚いたとのこと。
後に、脇田のディレクションの下で、『pop'n music』向けにmizunoとakinoによって制作された楽曲（発表名義はAkino）がいくつかある。

## BEMANIシリーズ提供曲
pop'n music
- the keel（pop'n music 11/ジャンル名：エレゴス）
- Dar[k]wish（pop'n music 13 カーニバル/ジャンル名：エレゴシックサバト）
- Aqua（pop'n music 15 ADVENTURE/ジャンル名：エレフラッドウェイブ）
- Tir na n'Og (Europa GT Remix)　（pop'n music 16 PARTY♪/ジャンル名：ジグREMIX） - 名義：inOak、原作曲：村井聖夜
- moon dance（pop'n music 17 THE MOVIE/ジャンル名：ルナティックリール）
- 旗（pop'n music 18 せんごく列伝/ジャンル名：オリエンタルフォークロア）
- Princess Roki（pop'n music 19 TUNE STREET/ジャンル名：ルーニックエア）
- Broadway Diva（pop'n music 20 fantasia/ジャンル名：エレクトロスウィング） - 名義：ROMANTIC PRODUCTION feat.akino
- Tears In The Light（pop'n music Sunny Park/ジャンル名：ロマスウィング）
- The Sign Of Collapse（pop'n music ラピストリア）
- Akash (pop'n music うさぎと猫と少年の夢)
- Monkshood (pop'n music うさぎと猫と少年の夢)
- Time has no money (pop'n music peace) - 名義:The Mizuno Family
- Grave Strike (pop'n music peace)
- enigma (pop'n music 解明リドルズ)

GuitarFreaks&DrumMania
- gloom（GuitarFreaks&DrumManiaXG2） - wacとの合作